# Sukhoi Su-26
Il Sukhoi Su-26 è un aereo monoposto acrobatico a elica progettato dall'OKB 51, già diretto dall'ingegnere Pavel Osipovič Suchoj, e sviluppato in Unione Sovietica negli anni ottanta.
Portato in volo per la prima volta nel luglio del 1984, venne avviato alla produzione in serie dal 1988 e viene tuttora impiegato in ambito civile per voli acrobatici.

## Storia del progetto
Sukhoi Su-26 è il primo modello civile della OKB Sukhoi. Il progetto ebbe inizio nel 1983. Il primo prototipo effettuò il primo volo nel giugno 1984.
Il Sukhoi Su-26 partecipò al Campionato di pilotaggio acrobatico dei paesi socialisti nell'agosto 1984 in Ungheria. La squadra acrobatica dell'URSS si esibì nel XIII campionato del mondo nell'agosto del 1986 nel Regno Unito impiegando solo aerei Sukhoi Su-26M e conquistando la Coppa delle Squadre e la Coppa di Nesterov (in russo: кубок Нестерова), inoltre i piloti russi conquistarono 16 medaglie su un totale di 33.
Dopo questa competizione da record, il Sukhoi Su-26M diventò uno dei leader mondiali nell'acrobazia sportiva e conquistò diversi gran premi e medaglie in numerosi campionati in tutto il mondo.
La russa Ljubov' Nemkova conquistò il titolo di campione mondiale assoluto con un SU-26M. Il russo Nicolai Nikitjuk diventò il campione d'Europa.
Più di 20 aerei Sukhoi Su-26M sono stati acquistati da squadre di Regno Unito, USA, Germania, Repubblica Sud-Africana, Australia. Più di 30 esemplari sono tuttora impiegati da associazioni sportive russe.

Nel 1990 la OKB Sukhoi cominciò i lavori di progettazione di un nuovo aereo acrobatico Sukhoi Su-29 sulla base del modello Su-26M

## Varianti e versioni
- Su-26M (in russo: Су-26М) - il modello modernizzato di Sukhoi Su-26
- Su-26MX (in russo: Су-26МХ) — la variante per l'esportazione del Su-26М
- Su-26M2 (in russo: Су-26М2) — Su-26M col sistema del rintracciamento della traiettoria di volo.
- Su-26M3 (in russo: Су-26М3)

## Utilizzatori

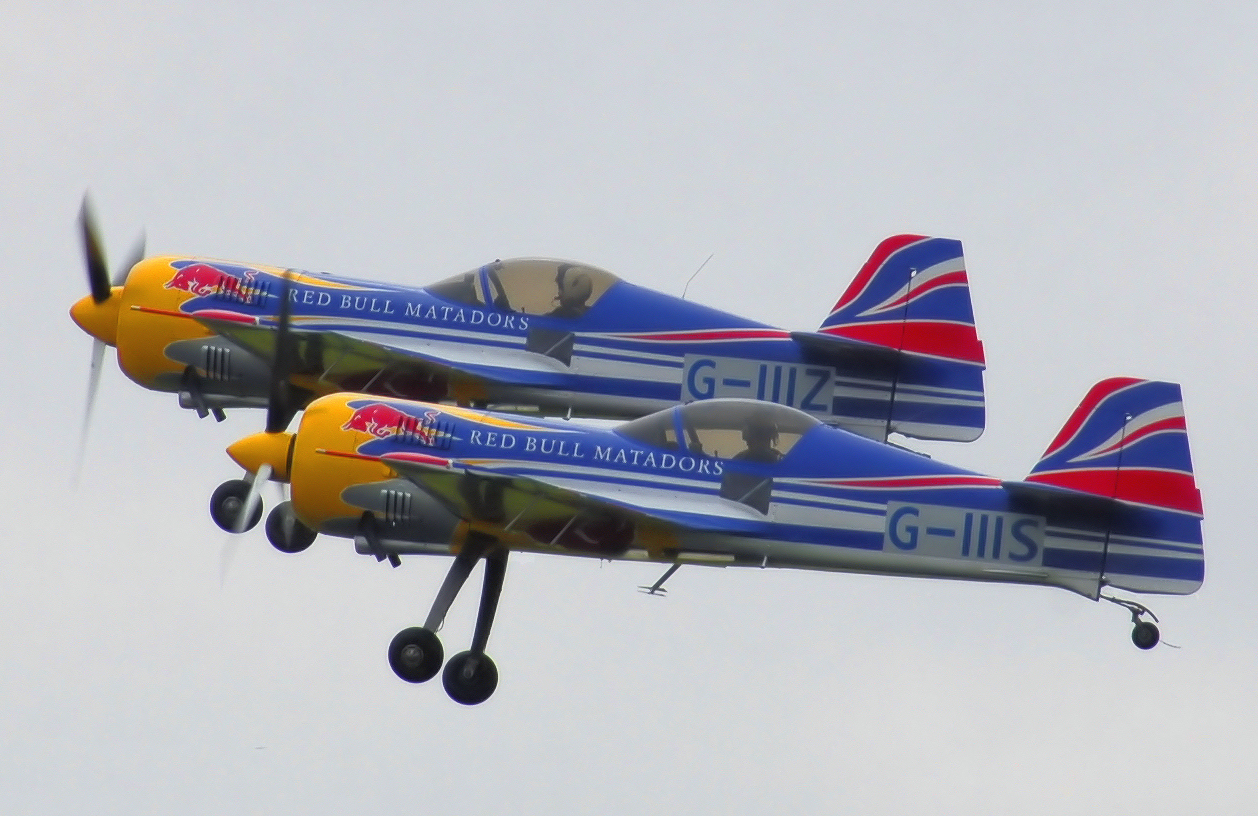
Due Su-26M di Red Bull Matadors nel volo

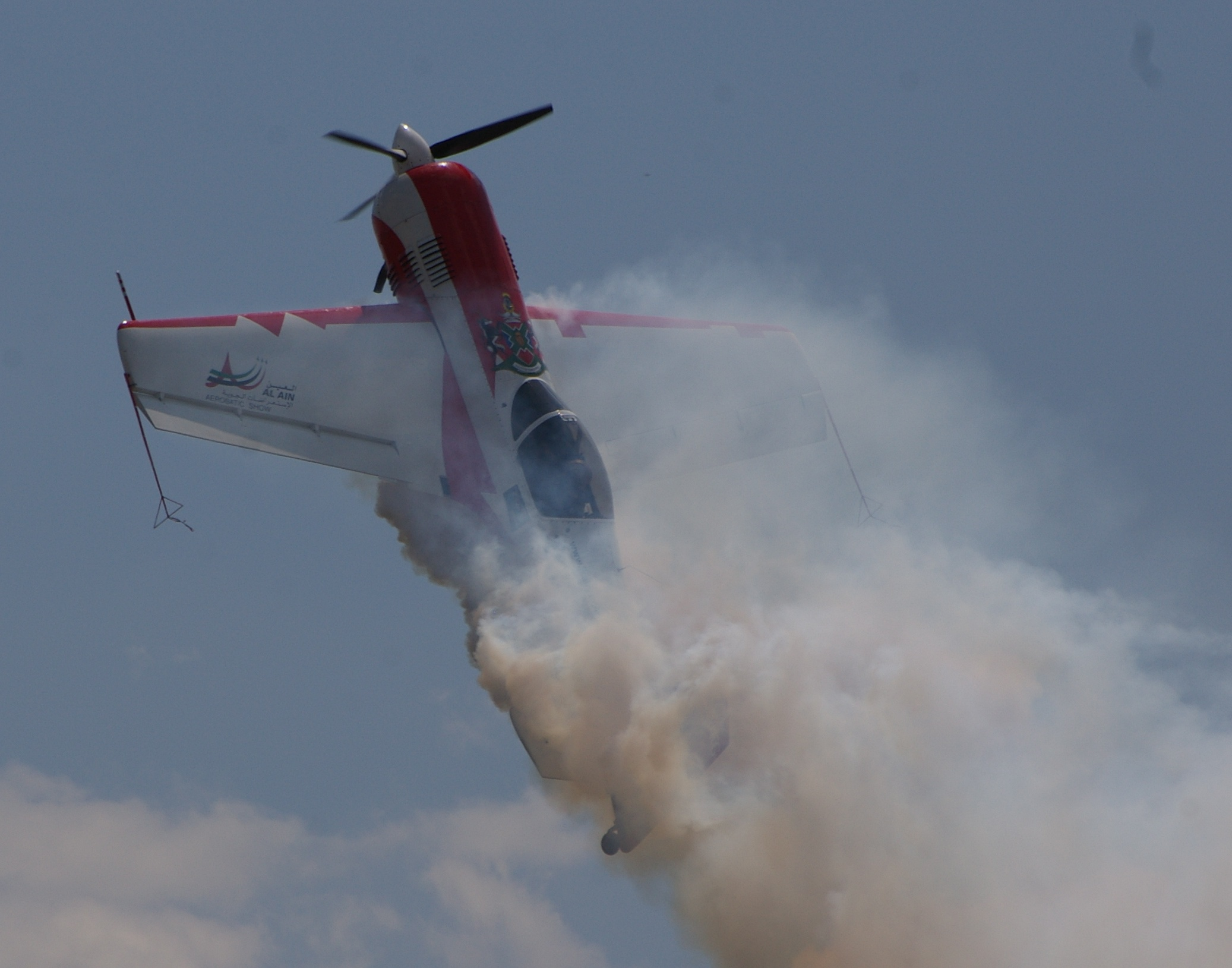
Su-26 pilotato dal lituano Jurgis Kairys

Regno Unito
- Red Bull Matadors

utilizzò i Su-26 fino alla loro sostituzione con i Zivko Edge 540.

## Velivoli comparabili
Francia
- CAP 230

 Germania
- Extra EA-300

 Stati Uniti
- Zivko Edge 540

 Unione Sovietica
- Yakovlev Yak-52